# Bí mật sân trường
Bí mật sân trường (tiếng Hàn: 비밀의 교정; Romaja: Bimilui Kyojeong) là một bộ phim truyền hình Hàn Quốc ra mắt vào năm 2006. Phim được chiếu trên EBS từ 10 tháng 5 đến 20 tháng 7 năm 2006.
Tại Việt Nam, phim được TVM Corp. mua bản quyền và phát sóng trên kênh HTV3.

## Phân vai
- Seung-hyeon - Moon Seung-Jae
- Do-hyeon Lee - Oh Su-Ah
- Chae Woon - Yun Se-In
- Seong-min Seol - Seo Jin-Woo
- Lee Min-ho - Park Du-Hyeon
- Jang Ki-beom - Jang Ki-Beom
- Hyeon-ho Shin - Jang Dong-Cheol
- Yu-mi Bae - Park Eun-Ho
- Park Bo-young - Cha Ah-Rang
- Kang Hae-in - Choi Yeo-Seul